# Борков
Борков (нім. Borkow) — громада в Німеччині, розташована в землі Мекленбург-Передня Померанія. Входить до складу району Людвігслуст-Пархім. Складова частина об'єднання громад Штернбергер-Зенландшафт.
Площа — 28,11 км2. Населення становить 426 ос. (станом на 31 грудня 2020).